# Chettinaickenpatti
Chettinaickenpatti es  ciudad censal situada en el distrito de Dindigul en el estado de Tamil Nadu (India). Su población es de 17701 habitantes (2011). Se encuentra a 5 km de Dindigul y a 56 km de Madurai.

## Demografía
Según el censo de 2011 la población de Chettinaickenpatti era de 17701 habitantes, de los cuales 8816 eran hombres y 8885 eran mujeres. Chettinaickenpatti tiene una tasa media de alfabetización del 83,10%, inferior a la media estatal del 85,60%: la alfabetización masculina es del 89,48%, y la alfabetización femenina del 76,84%.